# Municipio de Butler (Minnesota)
El municipio de Butler (en inglés: Butler Township) es un municipio ubicado en el condado de Otter Tail en el estado estadounidense de Minnesota. En el año 2010 tenía una población de 283 habitantes y una densidad poblacional de 3,05 personas por km².

## Geografía
El municipio de Butler se encuentra ubicado en las coordenadas 46°40′22″N 95°21′7″O / 46.67278, -95.35194. Según la Oficina del Censo de los Estados Unidos, el municipio tiene una superficie total de 92.93 km², de la cual 91,15 km² corresponden a tierra firme y (1,92 %) 1,78 km² es agua.

## Demografía
Según el censo de 2010, había 283 personas residiendo en el municipio de Butler. La densidad de población era de 3,05 hab./km². De los 283 habitantes, el municipio de Butler estaba compuesto por el 97,88 % blancos, el 0,35 % eran de otras razas y el 1,77 % eran de una mezcla de razas. Del total de la población el 4,59 % eran hispanos o latinos de cualquier raza.